# Classe C (cruzadores)
A Classe-C era um grupo de vinte e oito cruzadores rápidos da Marinha Real Britânica, e foram construídos em uma seqüência de sete classes conhecidas como a Caroline (seis navios), Calliope (dois navios), Cambriano (quatro navios), Centaur (dois navios), Caledon (quatro navios), classes Ceres (cinco navios) e o Carlisle (cinco navios). Foram construídos para as condições ásperas do Mar do Norte e provaram-se ásperos, e capazes, embarcações, embora eram completamente pequenas e abarrotadas.

## Navios na classe
| Nº de amurada   | Nome            | Estaleiro                                      | Batimento de quilha     | Estado                                                                            |
| Classe Caroline | Classe Caroline | Classe Caroline                                | Classe Caroline         | Classe Caroline                                                                   |
| --------------- | --------------- | ---------------------------------------------- | ----------------------- | --------------------------------------------------------------------------------- |
| -               | Caroline        | Cammell Laird and Company                      | 28 de janeiro de 1914   | Preservado como memorial no National Museum of the Royal Navy em Portsmouth       |
| -               | Carysfort       | Pembroke Dockyard                              | 25 de fevereiro de 1914 | Vendido para desmanche em 1931                                                    |
| -               | Cleopatra       | Devonport Dockyard                             | 26 de fevereiro de 1914 | Vendido para desmanche em 1931                                                    |
| -               | Comus           | Swan Hunter and Wigham Richardson              | 3 de novembro de 1913   | Vendido para desmanche em 1934                                                    |
| -               | Conquest        | Chatham Dockyard                               | 3 de março de 1914      | Vendido para desmanche em 1930                                                    |
| -               | Cordelia        | Pembroke Dockyard                              | 21 de julho de 1913     | Vendido para desmanche em 1923                                                    |
| Classe Calliope |                 |                                                |                         |                                                                                   |
| -               | Calliope        | Chatham Dockyard                               | 1 de janeiro de 1914    | Vendido para desmanche em 1931                                                    |
| -               | Champion        | R. & W. Hawthorn Leslie and Company            | 9 de março de 1914      | Vendido para desmanche em 1934                                                    |
| Classe Cambrian |                 |                                                |                         |                                                                                   |
| -               | Cambrian        | Pembroke Dockyard                              | 8 de dezembro de 1914   | Vendido para desmanche em 1934                                                    |
| -               | Canterbury      | John Brown and Company                         | 14 de outubro de 1914   | Vendido para desmanche em 1934                                                    |
| -               | Castor          | Cammell Laird                                  | 28 de outubro de 1914   | Vendido para desmanche em 1936                                                    |
| -               | Constance       | Cammell Laird                                  | 25 de janeiro de 1915   | Vendido para desmanche em 1936                                                    |
| Classe Centaur  |                 |                                                |                         |                                                                                   |
| -               | Centaur         | Sir W.G. Armstrong-Whitworth & Co., Ltd.       | 24 de janeiro de 1915   | Vendido para desmanche em 1934                                                    |
| -               | Concord         | Armstrong-Whitworth                            | 1 de fevereiro de 1915  | Vendido para desmanche em 1935                                                    |
| Classe Caledon  |                 |                                                |                         |                                                                                   |
| D53             | Caledon         | Cammell Laird                                  | 17 de março de 1916     | Vendido para desmanche em 1948                                                    |
| D61             | Calypso         | Hawthorn Leslie                                | 7 de fevereiro de 1916  | Afundado pelo submarino italiano Bagnolini no sul de Creta em 12 de junho de 1940 |
| -               | Cassandra       | Vickers                                        | março de 1916           | Afundado por uma mina no Mar Báltico em 5 de dezembro de 1918                     |
| D60             | Caradoc         | Scott's Shipuilding and Engineering Company    | 21 de fevereiro de 1916 | Vendido para desmanche em 1946                                                    |
| Classe Ceres    |                 |                                                |                         |                                                                                   |
| D58             | Cardiff         | Fairfield Shipbuilding and Engineering Company | 22 de julho de 1916     | Vendido para desmanche em 1946                                                    |
| D59             | Ceres           | John Brown                                     | 11 de julho de 1916     | Vendido para desmanche em 1946                                                    |
| D43             | Coventry        | Swan Hunter                                    | 4 de agosto de 1916     | Afundado por avião em 14 de setembro de 1942                                      |
| D41             | Curacoa         | Pembroke Dockyard                              | julho de 1916           | Afundado em colisão com o navio RMS Queen Mary em 2 de outubro de 1942            |
| D42             | Curlew          | Vickers                                        | 21 de agosto de 1916    | Afundado por avião em 26 de maio de 1940                                          |
| Classe Carlisle |                 |                                                |                         |                                                                                   |
| D87             | Cairo           | Cammell Laird                                  | 28 de novembro de 1917  | Torpedeado pelo submarino italiano Axum em 12 de agosto de 1942                   |
| D82             | Calcutta        | Vickers                                        | 18 de outubro de 1917   | Afundado por avião durante a evacuação de Creta de 1 de junho de 1919             |
| D88             | Capetown        | Cammell Laird                                  | 23 de fevereiro de 1918 | Vendido para desmanche em 1946                                                    |
| D67             | Carlisle        | Fairfield Shipbuilding and Engineering Company | 2 de outubro de 1917    | Vendido para desmanche em 1948                                                    |
| D89             | Colombo         | Fairfield Shipbuilding and Engineering Company | 8 de dezembro de 1917   | Vendido para desmanche em 1948                                                    |